# Bonnétable
Bonnétable är en kommun i departementet Sarthe i regionen Pays de la Loire i nordvästra Frankrike. Kommunen ligger i kantonen Bonnétable som tillhör arrondissementet Mamers. År 2022 hade Bonnétable 3 721 invånare.

## Befolkningsutveckling
Antalet invånare i kommunen Bonnétable
| Referens: INSEE |